# Charles de Hesse-Cassel (1937-2022)
Ne doit pas être confondu avec Charles de Hesse-Cassel.
Charles de Hesse-Cassel (en allemand : Karl von Hessen), prince de Hesse-Cassel, est né le 26 mars 1937 à Berlin (Prusse, Allemagne nazie) et mort le 23 mars 2022 à Munich. Membre de la Maison de Hesse, c'est un aristocrate allemand.

## Famille
Le prince Charles est le fils aîné et le troisième enfant du prince Christophe de Hesse-Cassel (1901-1943) et de son épouse la princesse Sophie de Grèce (1914-2001).
Par son père, il est le petit-fils du landgrave Frédéric-Charles de Hesse-Cassel (1868-1940), éphémère roi de Finlande sous le nom de Charles Ier en 1918, et de son épouse la princesse Marguerite de Prusse (1872-1954) tandis que, par sa mère, il descend du prince André de Grèce (1882-1944) et de son épouse la princesse anglo-allemande Alice de Battenberg (1885-1969). Charles a donc la particularité généalogique de descendre à la fois du roi Christian IX de Danemark (1818-1906), surnommé le « beau-père de l'Europe », et de la reine Victoria du Royaume-Uni (1819-1901), connue comme la « grand-mère de l'Europe ».
Orphelin de père en 1943, Charles est adopté par son oncle le prince Wolfgang de Hesse-Cassel (1896-1989) en 1952.
Le 26 mars 1966, le prince Charles épouse à La Haye, aux Pays-Bas, la comtesse hongroise Yvonne Szapáry von Muraszombath, Széchysziget und Szapár (1944), fille du comte Béla Szapáry von Muraszombath, Széchysziget und Szapár (1901-1993) et de sa femme la baronne Ursula von Richthofen (1907-2002). De ce mariage naissent deux enfants :
- Christophe de Hesse-Cassel (1969), prince de Hesse-Cassel, célibataire ;
- Irina de Hesse-Cassel (1971), princesse de Hesse-Cassel, qui épouse, en 1999, le comte Alexandre de Schönburg-Glauchau (en) (1969), dont trois enfants : Maria-Letitia (2001), Maximus (2003) et Valentin (2005)[3].

## Biographie
Fils aîné du prince Christophe de Hesse-Cassel et de son épouse la princesse Sophie de Grèce, le prince Charles voit le jour le 26 mars 1937, à Berlin. À l'époque de sa naissance, ses parents entretiennent des liens étroits avec le régime nazi et l'enfant reçoit parmi ses prénoms Adolf en l'honneur du Führer.
Le déclenchement de la Seconde Guerre mondiale prive le prince de son père, qui s'engage dans l'armée allemande dans les premiers mois du conflit et qui disparaît dans un accident aérien en 1943. Orphelin de père, le prince est adopté par l'un de ses oncles paternels, Wolfgang de Hesse-Cassel, en 1952.
Apparenté à la plupart des dynasties européennes, Charles participe aux grands événements du gotha. En 1954, le prince et sa famille sont conviés à prendre part à la Croisière des rois, organisée par le roi des Hellènes Paul Ier et son épouse Frederika de Hanovre. En 1960, Charles est invité à Stockholm à l'occasion d'un grand bal organisé en l'honneur des petites-filles du roi Gustave VI Adolphe de Suède.
En 1966, le prince épouse, dans l'église Saint-Jacques de La Haye (en), aux Pays-Bas, la comtesse Yvonne Szapáry von Muraszombath, Széchysziget und Szapár. Leurs noces donnent lieu à un important rassemblement de têtes couronnées (Philip Mountbatten, Constantin II de Grèce, Juan Carlos d'Espagne, etc.).
Établi à Munich avec son épouse, le prince est connu pour son intérêt pour les philosophies orientales et les médecines alternatives.
Charles de Hesse meurt à Munich, à l'âge de 84 ans, le 23 mars 2022.

## Dans la culture populaire
Le prince Charles de Hesse-Cassel évoque brièvement l'enfance de sa mère, Sophie de Grèce, et les liens de celle-ci avec le régime nazi dans le documentaire consacré au duc d'Édimbourg, Prince Philip: The Plot to Make a King (2015).

### Sur le prince
- (es) Ricardo Mateos Sainz de Medrano, « El príncipe Carlos de Hesse », dans La Familia de la Reina Sofía: La Dinastía griega, la Casa de Hannover y los reales primos de Europa, Madrid, La Esfera de los Libros, 2004 (ISBN 978-84-9734-195-0), p. 440-443.

### Sur les Hesse-Cassel
- (en) Jonathan Petropoulos, Royals and the Reich : The Princes von Hessen in Nazi Germany, Oxford University Press, 2006, 524 p. (ISBN 978-0-19-533927-7, lire en ligne).

## Archives cinématographiques
- Holland: Royal Wedding In The Hague -- Charles Von Hessen Marries Countess Yvonne Margit Valerie Szapary 1966.